# Бабаков Олександр Михайлович
Олександр Михайлович Бабаков (рос. Александр Михайлович Бабаков; 8 лютого 1963, Кишинів, Молдавська РСР) — російський державний і політичний діяч, олігарх, депутат Державної думи Росії VI скликання від «Єдиної Росії», член комітету Держдуми з міжнародних справ, голова думської комісії з правового забезпечення розвитку організацій оборонно-промислового комплексу РФ. Спецпредставник Президента по взаємодії з організаціями співвітчизників за кордоном. Довірена особа Путіна.
Раніше був депутатом Державної думи IV і V скликань, заступником Голови Державної Думи РФ V скликання (2007—2011), полягав у партіях «Родіна» і «Справедлива Росія».

## Життєпис

Країни, в яких Бабаков під санкціями

Народився 8 лютого 1963 в Кишиневі. Закінчив школу із золотою медаллю. У 16 років — майстер спорту з настільного тенісу.
1985 закінчив економічний факультет Московського державного університету (МДУ) ім. Ломоносова (кафедру економіки зарубіжних країн). Після закінчення університету вступив до аспірантури, захистив кандидатську дисертацію за темою «Державне регулювання аграрних відносин в країнах, що розвиваються», кандидат економічних наук.
У 1988 почав свій бізнес в Україні, очоливши Вознесенський завод з виробництва і вичинки шкір (Вознесенськ, Миколаївська область).
З початку 1990-х і до грудня 2003 входив до ради директорів української компанії Промзв'язок, яка займалася виробництвом комп'ютерних програм і 90 % продукції поставляла Укртелекому.
З 1995 є генеральним директором російського ТОВ «Захід-ІК».
У 1998—2003 займався науковою та викладацькою діяльністю на кафедрі економічної теорії МГУ.
У 1994—2003 обіймав посаду генерального директора інвестиційної компанії «Захід-ІК».
З грудня 1998 — голова наглядової ради комерційного банку «Темпбанк» (Москва).
З 2001 — голова Ради директорів і співвласник футбольного клубу ЦСКА.
Влітку 2014 року він став одним із російських бізнесменів, щодо яких були застосовані санкції ЄС, США та Канадою.

## Власність
Є мажоритарним акціонером низки українських енергетичних підприємств, у тому числі «Житомиробленерго», «Севастопольенерго», " «Чернівціобленерго», «Миколаївобленерго», «Рівнеобленерго», «Закарпаттяобленерго», «Херсонобленерго», міноритарним акціонером (на 18,8 %) державного Хмельницькобленерго (всі частки належать його компані VS Energy), а також київського готелю «Прем'єр-палас», ялтинського готелю «Ореанда». Замішаний в рейдерських захопленнях низки підприємств на території України, серед яких готелі Русь, Славутич та Либідь в Києві, готель Юність в Одесі, ТРК Метроград і ТРК Метрополіс в Києві.
Загальна виручка енергетичного бізнесу групи по 2014 роки перевищила 13 млрд грн, що становить близько третини ринку передачі електроенергії локальними мережами в країні.
Згідно Панамським документам, Бабакову з 2007 по 2011 рік належав офшор AED International Limited. З вересня 2011 року компанія перейшла до його 23-річної доньки. Це сталося за місяць до того, як перед парламентськими виборами йому необхідно було подати декларацію про своє майно.
За офіційними даними, дохід Бабакова за 2011 рік склав 1,9 млн рублів, дохід дружини — 32 тис. рублів. Крім квартири площею 69 квадратних метрів, оформленої на дитину, об'єктами нерухомості родина не володіє. Хоча Фонд боротьби з корупцією Олексія Навального провів розслідування і встановив, що депутат Бабаков має у власності маєток у Франції площею 10.9 га і вартістю $16 млн, а також квартири в Парижі за адресою 169 Rue de l'Université, Paris.

## Факти
Компанія Бабакова отримала 11 гектарів землі у прикордонній зоні Волинської області поблизу пункту пропуску «Ягодин». Оренда розрахована на 50 років. 2018 року фірма Бабакова почала будівництво приватного митного терміналу, на якому планували пропускати вантажівки.

## Погляди, заклики, пропозиції
- Вважає, що не Росія веде «спецоперацію» в Україні, а «проти Росії ведеться велика гібридна війна із застосуванням передових інформаційних, економічних та військових засобів».
- Висловлює впевненість, що майбутнє захоплених Росією частин Запорізької та Херсонської областей буде пов'язане з Росією, але це вимагатиме «колосальних інвестицій». На запитання де знайти на все це гроші? — Бабаков пропонує: «надрукувати їх, здійснивши адресну емісію у промисловість та сільське господарство».[8]
- Бабаков вважає, що смертний вирок, який винесли напередодні трьом іноземним «найманцям» у ДНР, має бути виконаний. «Це буде прикладом для тих, хто ще збирається приїхати постріляти в російських людей».[9]

## Санкції
У 2014 році його занесли до списку санкцій Євросоюзу через окупацію Криму Росією. 2019 та 2021 року на кілька днів влада Швейцарії тимчасово знімала обмеження для отримання ним медичної допомоги.
25 лютого 2022 року, на тлі вторгнення Росії в Україну, занесений до списку санкцій Євросоюзу, крім того, до списку санкцій внесено його сина Михайла Олександровича Бабакова.
11 березня 2022 року внесений до санкційного списку Великої Британії.
30 вересня 2022 року був внесений до санкційних списків США. У листопаді 2022 отримав підозру від СБУ, у липні 2023 року отримав ще одну підозру за підтримку війни проти України.
Також перебуває в санкційних списках Швейцарії, Австралії, Японії та Нової Зеландії.

## Нагороди і звання
- Орден Дружби (2008)
- Кандидат економічних наук

## Сім'я
Одружений, має трьох дітей.
1. Син — Бабаков Михайло Олександрович (07.02.1994)[15]
2. Дочка — Бабакова Ольга Александровна (15.08.1988). Змінила ім'я на Ле Брен[16]